# Думбрава (Сесчорі, Алба)
Думбрава (рум. Dumbrava) — село у повіті Алба в Румунії. Входить до складу комуни Сесчорі.
Село розташоване на відстані 252 км на північний захід від Бухареста, 21 км на південь від Алба-Юлії, 99 км на південь від Клуж-Напоки.

## Населення
За даними перепису населення 2002 року у селі проживали 103 особи, з них 102 особи (99,0%) румунів. Усі жителі села рідною мовою назвали румунську.